# Берлинский метрополитен
Берли́нский метрополите́н (нем. U-Bahn Berlin) составляет вместе с берлинской городской электричкой основу общественного транспорта столицы Германии.
Является старейшим в стране: был открыт в 1902 году. В его проектировании принимал активное участие Вернер фон Сименс.
На данный момент[когда?]

 в сеть берлинского метро входят 173 станции и 9 линий (также была линия U55, которая потом вошла в состав линии U5) длиной 151,7 км. Около 80 % путей находятся под землёй. Количество перевезённых пассажиров составляет 553,1 млн пассажиров в год (2017).

## История
В истории строительства Берлинского метрополитена можно выделить три основных этапа:
- до 1913 года — строительство Kleinprofil (узкопрофильной) сети в Берлине, Шарлоттенбурге, Шёнеберге и Вильмерсдорфе;
- до 1930 года — начало строительства Großprofil (широкопрофильной) сети, которая стала основой первых линий направления с юга на север Берлина;
- с 1953 года — дальнейшее развитие после Второй мировой войны.

### Первый этап
Берлинский метрополитен является первым метрополитеном в Германии и одним из первых метрополитенов континентальной Европы. Его история началась в 1880 году с предложения Вернера фон Сименса построить в Берлине сеть городских поездов, проходящих под землёй и по эстакадам. После длительных дискуссий, продолжавшихся до 1896 года, началось строительство Берлинского метро. Первая линия была построена полностью как надземная железная дорога и проходила по эстакадам. Она была открыта 15 февраля 1902 года и соединила между собой Штралауэр Тор (нем. Stralauer Tor) и Зоологический сад, с небольшим ответвлением на Потсдамскую площадь. К концу года железная дорога была продолжена: к 14 августа — на восток до Варшавского моста (нем. Warschauer Brücke) и к 14 декабря — на запад до площади Эрнста Рейтера (нем. Ernst-Reuter-Platz).
К 1906 году линию продлили на запад в Шарлоттенбург: она достигла городского муниципалитета на Вильмерсдорфплац (станция «Рихард-Вагнер-Плац» нем. Richard-Wagner-Platz); к 1908 году линия достигла Рейхсканцлерплац (станция «Теодор-Хойс-Плац», нем. Theodor-Heuss-Platz); и, 3 ноября 1912 года, её продлили до станции Шпортпарк, ныне она называется «Олимпиаштадион», (нем. Olympia-Stadion).
Изначальная станция на Потсдамской площади, открытая 18 февраля 1902 года, была в 1907 году закрыта и, когда линия была продлена до станции «Шпиттельмаркт» (нем. Spittelmarkt), в 200 метрах дальше на северо-восток была сооружена новая станция. Линия под Лейпцигской улицей до станции «Шпиттельмаркт» открылась в 1908 году. Она была продлена до станции «Александерплац» к июлю 1913 года. Вместе с маршрутом «Вильгельмплац» — «Александерплац» это направление стало наиболее популярным. Три с половиной недели спустя, 27 июля 1913, было открыто северное направление вдоль улицы Шёнхаузер-аллее до Нордринг (станция «Шёнхаузер-аллее», нем. Schönhauser Allee).
С целью улучшить транспортное сообщение в Шёнеберге было решено соединить этот, в то время ещё отдельный город, с Берлином. Компания, занимавшаяся строительством надземной железной дороги в Берлине, не считала, что такая линия будет прибыльной. По этой причине город самостоятельно принял решение о строительстве первой локальной подземки в Германии. Пролегая под землёй от Хауптштрассе (нем. Hauptstraße), линия длиной 2,9 км нуждалась в подземной конечной станции на «Ноллендорфплац» (нем. Nollendorfplatz). Существующая станция была уже частью надземного метро. После строительных работ, длившихся два года, подземная станция была открыта 1 декабря 1910.
Несколькими месяцами ранее начались работы над четвёртой линией, которая соединила Вильмерсдорф на юго-западе с сетью берлинского метро. Изначально запланированная как линия от станции «Виттенбергплац» (нем. Wittenbergplatz) до «Брайтенбахплац» (нем. Breitenbachplatz), район Вильмерсдорф профинансировал её строительство до станции «Тильплац» (нем. Thielplatz). Было достигнуто соглашение с Шарлоттенбургом о проходе через город, так же, как и соглашение о строительстве путей от Виттенбергплац под Курфюрстендамм до станции «Уландштрассе» (нем. Uhlandstraße). Обе линии, открытые 12 октября 1913 года, были последними, запущенными до Первой мировой войны. Война и последующие экономические проблемы сделали расширение Берлинского метрополитена невозможным в течение следующих десяти лет.

### Второй этап: Веймарская республика 1923—1930
Строительные работы первого этапа были в основном направлены на обеспечение западно-восточных направлений, которые соединяли зажиточные районы внутри и за пределами города и являлись наиболее прибыльными. Для того, чтобы сделать метро более доступным для среднего класса, городу было необходимо запустить северо-южные направления. Необходимость в этом возросла после того, как в 1920 соседние города были присоединены к Берлину для создания так называемого Groß-Berlin (Большого Берлина). В результате присоединения отпала необходимость в согласовании многих строительных формальностей и дало Берлину больше силы в отношениях с частной Hochbahngesellschaft (надземной железнодорожной компанией). Город также утвердил строительство новых путей, использующих более широкие составы, передвигающиеся по стандартной колее Großprofil (широкопрофильные пути).
Строительство Nord-Süd-Bahn (линии Север-Юг) для соединения Веддинга на севере с Темпельхофом и Нойкёльном на юге началось в декабре 1912 года, но было остановлено на время Первой мировой войны. Работы были возобновлены в 1919 году, однако недостаток финансирования по причине гиперинфляции значительно замедлил процесс. 30 января 1923 была открыта первая секция между станциями «Халлешес Тор» (нем. Hallesches Tor) и «Штеттинер Банхоф» (нем. Stettiner Bahnhof) (сейчас станция «Цинновитцер Штрассе», нем. Zinnowitzer Straße) с продолжением до станции «Зеештрассе» (нем. Seestraße) двумя месяцами позже. Из-за значительного недофинансирования новая линия вынуждена была использовать старые вагоны с узкопрофильных линий. Для того, чтобы доставать до платформ, вагоны были расширены с помощью досок, которые пассажиры в шутку называли Blumenbretter (цветочные доски). Линия раздваивалась на станции Belle-Alliance-Straße (теперь станция «Мерингдамм», нем. Mehringdamm): продолжение на юг в Темпельхоф было открыто 22 декабря 1929; ветка до Гренцаллее (нем. Grenzallee) была открыта 21 декабря 1930 года.
Планы строительства подземной линии с севера на юг были утверждены в 1912 году. Линия должна была соединить Гезундбруннен и Нойкёльн через Александерплац. В 1919 году из-за финансовых трудностей строительство было остановлено вплоть до 1926 года. Первая секция была открыта 17 июля 1927 года между станциями «Боддинштрассе» (Boddinstraße) и «Шёнляйнштрассе» (Schönleinstraße) с промежуточной станцией «Херманплац» (Hermannplatz), ставшей первой станцией, на которой пассажиры могли пересаживаться с одной широкопрофильной линии на другую. Секции на север, которые требовали переноса станции «Коттбуссер Тор» (Kottbusser Tor), открывались поэтапно. Полностью путь от «Гезундбруннен» до «Ляйнештрассе» (Leinestraße) был открыт 18 апреля 1930 года.
Прежде чем в 1929 году контроль над метрополитеном был полностью передан BVG, Hochbahngesellschaft начал строительство широкопрофильной линии E, которая должна была пройти под Франкфуртер Аллее, для чего компания получила разрешение в 1914 году на строительство между «Александерплац» и «Фридрихсфельде» (Friedrichsfelde). Линия была открыта 21 декабря 1930 года. В 1920-х годах были произведены несколько других расширений сети метрополитена, в результате чего общая длина путей достигла 76 км.

### Национал-социализм и Вторая мировая война: 1933—1945
Приход национал-социалистов к власти в Германии повлиял, в частности, и на Берлинский метрополитен. Национальный флаг был вывешен на каждой станции и две станции были переименованы: станция «Рейхсканцлерплац» (нем. Reichskanzlerplatz) стала называться Адольф-Гитлер-Плац с 24 апреля 1933 года; станция «Шёнхаузер Тор» (нем. Schönhauser Tor) стала называться Хорст-Вессель-Плац с 1 мая 1934 года. Архитектор Альберт Шпеер разработал грандиозные планы строительства кольцевой линии, которая должна была пересечь существующие, а также расширение сети до удалённых районов. Однако планы осуществлены не были.
Во время Второй мировой войны множество станций использовалось в качестве бомбоубежищ, значительный урон метрополитену наносили англо-американские бомбардировки.
Несмотря на то, что повреждения устранялись достаточно быстро, восстановление во время войны было затруднительным. В последние месяцы Второй мировой войны с началом обороны Берлина от наступавших частей Красной армии подземные участки метро стали использоваться также для перебросок войск берлинского гарнизона Вермахта. Пассажирское сообщение в метро было окончательно прекращено 25 апреля 1945 года по причине остановки снабжающей электростанции.
Неделей позже, в ходе боёв, тоннель с севера на юг был взорван и затоплен: на железнодорожной станции Берлин-Фридрихштрассе вода попала в подземные тоннели, затопив 63 км метро.
После капитуляции Германии советское военное командование приняло оперативные меры по восстановлению движения поездов, которое Г. К. Жуков во 2-м томе мемуаров «Воспоминания и размышления» описал:

14 мая 1945 года советский комендант Берлина Берзарин вместе с новой дирекцией метро открыл движение по первой линии, а к концу мая действовали уже 5 линий протяжённостью 61 км.
В основном движение поездов осуществлялось в челночном режиме, однако к концу 1945 года почти вся система метро была вновь доступна для пассажиров, кроме станций Хаусфогтейплац, Ноллендорфплац (надземный зал), Моренштрассе, Халлешез Тор и Остхафен.

### Метро в периодБерлинской стены
13 августа 1961 года были перекрыты четыре линии берлинского метро и городской электрички. Были закрыты семь станций на линии U6 и восемь станций на линии U8 в связи с тем, что эти линии шли из западного сектора в западный через восточную часть. Было принято решение не разрывать линии западного метрополитена, а только закрыть станции, находящиеся в восточном секторе. Исключением являлась только станция «Фридрихштрассе» (нем. Friedrichstrasse), на которой был организован КПП. Линия U2 была разорвана после станции «Тельманплац» (нем. Thälmannplatz), сегодня станция называется «Моренштрассе» (нем. Mohrenstraße), а первоначально называлась «Кайзерхоф» (нем. Kaiserhof). Станция «Потсдамер Плац» (нем. Potsdamer Platz, Потсдамская площадь) также была закрыта, так как находилась в приграничной зоне.
Таким образом большая часть линий и станций осталась в западной части города. В столице ГДР Восточном Берлине осталось лишь две линии A и E.
Несмотря на раскол Берлинского метрополитена на две системы, его развитие не остановилось. Всего через 15 дней (28 августа 1961 года) после разрыва метросистемы в Западном Берлине открылся первый участок самой молодой (на 2021 год) линии Берлинского метро — линии U9, которая до 1966 года носила буквенное обозначение G. В 1966 году была проведена перенумерация всех линий Западноберлинского метрополитена, которые получили номера U1-U9, более того, ряд линий, которые ещё до Первой мировой войны образовывали вилки с другими линиями, стал самостоятельным. К 1976 году линия U9 приобрела современный вид, а к 1984 году были достроены последние участки линий U7 и U6. В 1974 году старая линия U5, урезанная до челнока между станциями «Дойче Опер» и «Рихард-Вагнер-Плац», была окончательно закрыта, а к Рихард-Вагнер-плац была протянута линия U7; освободившийся номер был передан восточноберлинской линии E после объединения метрополитена в 1990—1993 годах. В восточноберлинском метро единственным реализованным проектом стало продление линии E от Фридрисфильде до Хёнова в несколько пусковых участков (всего 10 станций), последний из которых (в самом Хёнове) открылся за 4 с небольшим месяца до событий 9 ноября 1989 года и до объединения Берлина выходил за городскую черту Восточного Берлина, так как перенос границы города не был допустим по соглашению 1971 года.
С 1956 по 1989 годы в обеих частях метрополитена было произведено обновление подвижного состава. В Западном Берлине обновление парка произошло быстрее, на линиях малого профиля в эксплуатацию вошли метропоезда типа А3, а на линиях большого профиля — типов D и F. Хотя выпуск метропоездов этих типов начался ещё до 13 августа 1961 года, они базировались в электродепо, которые при начале строительства Берлинской стены обслуживали «западные» линии метро. В восточноберлинском метро для эксплуатации на линии E были выпущены метропоезда типа E, а для малого профиля (линия A) — поезда типа G. При этом поезда самых первых моделей (A I и A II) были выведены из эксплуатации в Восточном Берлине только перед самым падением Берлинской стены. После объединения систем метрополитена почти все метропоезда этих типов были выведены из эксплуатации, часть — продана Пхеньянскому метрополитену, некоторые из них были на электровозном заводе имени Ким Чхон Тэ переоборудованы в пригородные электропоезда.

### Объединение в 1989 году и дальнейшее развитие
После нескольких месяцев волнений, 9 ноября 1989 года ограничения на перемещение, действовавшие в отношении восточных немцев, были сняты. Десятки тысяч восточных берлинцев, услышав об этом по телевизору, стали осаждать пограничные КПП, требуя пропуска в Западный Берлин. Станция «Янновицбрюке» (нем. Jannowitzbrücke), бывшая «слепая» станция, была открыта для пассажиров двумя днями позже. Другие станции линии U8 вскоре также были открыты. К 1 июля 1990 года пограничный контроль был полностью отменён.
Линии метро Восточного Берлина были переименованы: линия A была воссоединена с западноберлинской U2, а линия E получила номер U5. Линия U2 между «Виттенбергплац» (нем. Wittenbergplatz) и «Моренштрассе» (нем. Mohrenstraße) требовала значительных восстановительных работ, включая демонтаж линии M-Bahn, перестройку станций, открытие тоннелей и запуск в эксплуатацию станций «Ноллендорфплац» (нем. Nollendorfplatz) и «Бюловштрассе» (нем. Bülowstraße), которые использовались под блошиный рынок и турецкий базар. Восстановленная линия была в итоге открыта 13 ноября 1993 года. Оставалось только возобновить сообщение между линиями U1/U15 через Обербаумбрюке (нем. Oberbaumbrücke) до Варшавской улицы. На это потребовалось ещё два года, сообщение было запущено 14 октября 1995 года после 34-летнего простоя.
В 1993 году в Берлинском метрополитене появился дополнительный маршрут метропоездов U12, который соединил станции Рухленден на линии U2 и «Варшауэр штрассе» на линии U1. Изначально он позиционировался как маршрут в часы пик и для ночного сообщения, однако курсирование поездов было прекращено в 2003 году. В 2011 году он возобновлялся на время реконструкции части линии U2 к востоку от Виттенбергплац, а также на несколько месяцев 2020 года.
После объединения Берлина метрополитен развивается довольно медленно. К концу 2000 года были построены три небольших участка на окраинах Берлина: на U8 продолжение на север от станции «Парацельсус-Бад» (нем. Paracelsus-Bad) до «Виттенау» (нем. Wittenau) было запущено 24 сентября 1994. На юге этой же линии в 1996 году была достроена заложенная в конструкциях ещё в 1931 году станция «Херманштрассе» (нем. Hermannstraße) с переходом на S-Bahn, она была открыта 13 июля 1996. Линия U2 также была продлена: от «Винеташтрассе» (нем. Vinetastraße) до станции «Панков» (нем. Pankow) сообщение было запущено 16 сентября 2000 года. С середины 2000-х годов начались работы по продлению линии U5 в центр города до станции «Хауптбанхоф», однако в итоге участок оказался разорванным на две части. Первый отрезок из трёх станций, получивший номер U55, открылся 8 августа 2009 года и соединил вокзал Берлин-Центральный с Бундестагом через Бранденбургскую площадь. С 18 марта по 3 декабря 2020 года эта временная линия была окончательно закрыта, а 4 декабря открылся отрезок, объединивший её с линией U5. Одновременно на линии U6 открылась новая станция «Унтер дер Линден» с переходом на линию U5, заменившая старую «Францёзише штрассе». В составе участка, помимо «Унтер-ден-Линден» новой линии U5, вошла станция «Ротес Ратхаус» (нем. Rotes Rathaus), а другая станция — «Музеумзинзель» (нем. Museumsinsel) открылась уже на действующем участке 9 июля 2021 года.
К 100-летнему юбилею Берлинского метро, в 2002 году был создан Музей истории метрополитена в депо «Грюневальд» и площадка подвижного состава в депо «Фридрихсфельде».
В 2020 году в Берлине разразился крупный скандал, связанный с метрополитеном. На волне антирасистских протестов было выдвинуто предложение переименования станции Моренштрассе в «Глинкаштрассе», что сторонники связывали с отсылкой названия «Моренштрассе» к маврам — испанским арабам и их потомкам (а затем и вообще ко всем африканцам). Городской совет Берлина не поддержал данную инициативу и в августе 2020 года утвердил переименование станции в «Антон-Вильгельм-Амо-штрассе» в честь афро-немецкого философа XVIII века Антона Амо. По состоянию на февраль 2021 года процедура замены указателей и букв на путевых стенах так и не была запущена.

## Линии
На 2021 год Берлинское метро насчитывает 9 линий длиной 151,7 км со 173 станциями. Самой длинной линией является U7, длина её составляет 32 км. Она же является самой длинной полностью подземной линией в Германии. Линия U4 является самой короткой, её длина составляет всего 2,86 км. Ранее таковой была линия U55 (1,4 км), но 18 марта 2020 года она была закрыта для вхождения в состав линии U5. В берлинском метро действует преимущественно линейный принцип движения поездов с множеством пересадочных станций.
В час пик поезда ходят с трёх- или четырёхминутными интервалами, в остальное время — каждые 5 или 10 минут. Начиная с 2003 года были введены ночные линии (на всех маршрутах, кроме U4) в ночь с пятницы на субботу и с субботы на воскресенье с 15-минутными интервалами. В остальные дни недели по маршрутам метро ходят ночные автобусы каждые 15 минут.
.
| Линия             | Путь                                | Профиль | Годы эксплуатации | Последнее продление | Длина    | Станции |
| ----------------- | ----------------------------------- | ------- | ----------------- | ------------------- | -------- | ------- |
| Действующие линии |                                     |         |                   |                     |          |         |
|                   | Uhlandstraße ↔ Warschauer Straße    | Узкий   | с 1902            | 1926                | 8,81 км  | 13      |
|                   | Pankow ↔ Ruhleben                   | Узкий   | с 1902            | 2000                | 20,39 км | 29      |
|                   | Warschauer Straße ↔ Krumme Lanke    | Узкий   | с 1913            | 1929                | 18,9 км  | 24      |
|                   | Nollendorfplatz ↔ Innsbrucker Platz | Узкий   | с 1910            | —                   | 2,86 км  | 5       |
|                   | Hauptbahnhof ↔ Hönow                | Широкий | с 1930            | 2020                | 22,4 км  | 25      |
|                   | Alt-Tegel ↔ Alt-Mariendorf          | Широкий | с 1923            | 1966                | 19,88 км | 29      |
|                   | Rathaus Spandau ↔ Rudow             | Широкий | с 1924            | 1984                | 31,76 км | 40      |
|                   | Wittenau ↔ Hermannstraße            | Широкий | с 1927            | 1996                | 18,04 км | 24      |
|                   | Rathaus Steglitz ↔ Osloer Straße    | Широкий | с 1961            | 1976                | 12,52 км | 18      |
| Закрытые линии    |                                     |         |                   |                     |          |         |
| [ 2 ]             | Hauptbahnhof ↔ Brandenburger Tor    | Широкий | 2009 — 2020       | —                   | 1,4 км   | 3       |

## Станции

### Дополнительные возможности
На станциях и в туннелях берлинского метрополитена доступна мобильная связь стандарта GSM, её инфраструктура появилась в 1995 году и стала одной из первых систем для использования мобильной связи в метро. Также на всех станциях есть бесплатный Wi-Fi.
На большинстве основных пересадочных станций расположены магазины, банки и точки быстрого питания. На многих платформах работают киоски, продающие прессу, снеки и даже алкоголь.
Одной из особенностей берлинского метрополитена являются чугунные весы, расположенные на некоторых станциях. Они были изготовлены в количестве 55 штук в 20—30 годах XX века машиностроительной фабрикой Зилафф по заказу берлинского метрополитена. Стоимость взвешивания составляет 10 евроцентов, результат распечатывается на маленькой бумажке. На самих весах приведена таблица рекомендованного соотношения рост-вес. По состоянию на август 2002 все весы находились в собственности жителя Берлина Петера Шульца, который стал выкупать их начиная с 1987 года.

## Подвижной состав

### Пассажирский подвижной состав
В берлинском метро используется два типа вагонов — узкопрофильные на линиях U1, U2, U3, U4 и широкопрофильные (на линиях U5, U6, U7, U8, U9). Оба типа вагонов используют стандартную колею 1435 мм, но различаются габаритами: узкопрофильные вагоны имеют ширину всего лишь 2,30 метра и высоту 3,10 метра, в то время как широкопрофильные вагоны имеют ширину 2,65 метра и высоту 3,40 метра. Оба типа вагонов используют постоянный ток напряжением 750 вольт. За основную единицу долгое время была принята двухвагонная секция с кабинами машиниста по обоим концам, из которой формируются составы длиной в 2, 4 или 6 вагонов. Используется система токосъема посредством контактного рельса, расположенного в стороне от ходовых, причем вагоны узкого габарита используют «английскую» систему верхнего токосъема (контактный рельс расположен головкой вверх), а широкого — «американскую» систему с нижним токосъемом, при которой токосъемники прижимаются к головке закрепленного подошвой вверх на кронштейнах контактного рельса снизу. Для отвода обратного тока используются ходовые рельсы.

### Галерея подвижного состава
- Поезд серии А3 у станции "Шлизишес-Тор"
- Поезд серии А3L 92 на станции "Крумме Ланке"
- Поезд серии G на мосту Хохбанвиадукт
- Поезд серии HK у станции "Мендельссон-Бартольди-Парк"
- Поезд серии IK на заводе Stadler в Панкове
- Поезд серии F74 на станции "Хёнов"
- Поезд серии F79 на станции "Зоологический Сад" (Zoologischer Garten)
- Поезд серии F87 на одной из станций 7-й линии
- Поезд серии H на перегоне

## Общие технические данные
Вагоны Берлинского метрополитена выпускались сериями, которые обозначались буквами латинского алфавита. Наиболее распространены в настоящее время вагоны серий F и H различных индексов. В основном на линиях курсируют составы из поездов модели F90, состоящей из двухвагонных секций. Модель старая, образца 1990 года. Система управления — тиристорно-импульсная, с двигателями постоянного тока. Для торможения используется реостатное торможение, в качестве стояночного и экстренного — пневматический тормоз системы Кнорра. Конструкционная скорость — 70 км/ч.
Модель H01 представляет собой состав постоянного формирования со сквозным проходом, то есть можно пройти от начала поезда до конца, не выходя из него. Модель H01 модифицирована и имеет более простое управление. В основу положена схема автоматического поддержания задаваемой машинистом скорости движения поезда с шагом в 10 км/ч с возможностью отключаемого превышения на 5 км/ч. Для торможения используется электродинамический тормоз с регулированием возбуждения, на малых скоростях заменяемый пневматическим. Конструкционная скорость — 80 км/ч.
В основу схемы управления вагонами положен принцип автоматического поддержания скорости движения поезда, задаваемой ходовой рукояткой контроллера машиниста. Последняя имеет разметку в реализуемых на каждой схеме включения максимальных скоростях движения (у вагонов F — 15, 20, 50 и 60 км/ч вперед и 15 и 20 км/ч назад, у вагонов H — диапазон от 5 до 75 км/ч в обе стороны через 5 км/ч). Фактически, вагонами новых серий можно управлять одной рукой (правой), оперируя рукояткой электродинамического тормоза.
Вагоны берлинского метро оборудованы системой контроля бдительности машиниста, действующей по принципу «рукоятки мертвеца». Для сбора схемы секции на «Ход» машинист должен удерживать в нажатом состоянии контрольную кнопку (в вагонах старых серий — дополнительно оттягивать рукоять управления на себя, удерживая закрытым срывной клапан магистрали управления системы SIFA). Если при пропадании контакта за время в три секунды машинист не восстановит контроль, состав будет остановлен экстренным торможением.

## Планы развития
Есть долгосрочные планы, направленные на соединение коротких промежутков между непересекающимися линиями. Сегмент между станциями «Уландштрассе» и «Виттенбергплац» может быть продлён дальше вдоль улицы Курфюрстендамм для соединения с U7 на станции «Аденауэрплац».
Более амбициозным является план выделения этого сегмента в отдельную линию, проходящую от станции «Теодор-Хойс-Плац» линии U2, через станции «Потсдамская Площадь» и «Александерплац», до пересечения с S-Bahn на Грайфсвальдер Штрассе (нем. Greifswalder Straße), и заканчивающуюся в районе Вайсензее. До декабря 2004 года эта линия обозначалась как U3, сейчас же её рабочее название U10.
U1
Продолжение линии U1 планировалось от её восточной конечной станции «Варшавская улица» до станции «Франкфуртер Тор» на линии U5, но, судя по сообщениям в прессе, работы начаты не будут по причине и так хорошего транспортного сообщения на этом участке.
U2
После продления линии U2 до станции «Панков» (нем. Pankow) в 2000, появились планы продолжить линию до района Ossietzkyplatz. На западе запланировано продление от станции «Рулебен» (нем. Ruhleben) через конечную линии U7 станцию «Ратхаус Шпандау» (нем. Rathaus Spandau), на которой уже есть платформы для U2, до микрорайона Falkenhagener Feld.
U3
Есть планы соединения линии U3 со станцией городской электрички «Мексикоплац» (нем. Mexikoplatz) линии S1 на юго-западе. Это наиболее вероятное расширение Берлинского метрополитена, которое может быть осуществлено, если финансовое положение города улучшится.
U4
Продление линии U4 в южном направлении невозможно из-за необходимости пересекать автобан А100. Возможное продление на север пройдёт до станции «Магдебургер Плац» (нем. Magdeburger Platz).
U5
Продление линии на восток маловероятно, так как граница города достигнута на станции «Хёнов» (нем. Hönow). На западе линия продолжена через Берлинскую ратушу (нем. Berliner Rathaus) вдоль Унтер-ден-Линден и Парижскую площадь до Главного Вокзала (так называемая «Канцлерская линия», нем. Kanzlerlinie). Часть пути между Главным вокзалом и Бранденбургскими воротами, называемая U55, была запущена 8 августа 2009 года и работала до закрытия 18 марта 2020 года для объединения с U5, которое состоялось 4 декабря того же года. Станция Museuminsel была открыта 9 июля 2021 года. Продление U5 от станции «Турмштрассе» (нем. Turmstraße) (U9) до «Юнгфернхайде» (нем. Jungfernheide) (U7) маловероятно, так же как и её продление в аэропорт Тегель, что, в частности, связано с закрытием этого аэропорта.
U6
Эта линия считается полностью завершённой.
U7
Продление линии U7 от её восточной конечной станции «Рудов» до международного аэропорта "Шёнефельд " было запланировано давно, одновременно с модернизацией, расширением и превращением в Терминал 5 аэропорта Берлин-Бранденбург, но линия больше не включена в планы строительства, так как BVG заключила, что предполагаемый пассажиропоток не оправдает расходов. Существуют планы продления U7 на северо-запад в микрорайон Штаакен (Staaken).
U8
Линия U8 была продлена в 1996 году до станции «Херманштрассе». Дальнейшее продление линии на юг не планируется. Расширение на север в густонаселенный район Märkisches Viertel также запланировано: строительство станции под спортивным центром на Senftenberger Ring уже началось. Дополнительно были проведены предварительные работы по строительству станции между Rathaus Reinickendorf и Виттенау. Считается, что эта станция, называемая «Alt-Wittenau», может быть достроена в случае необходимости.
U9
Местные жители ждут продолжения линии U9 до станции S-Bahn «Lankwitz» уже много лет, но пока планов строительства нет. Продолжение U9 на север до станции «Pankow Kirche» линии U2 было отменено в пользу трамвайной линии.
U10Линия U10 была запланирована в конце 1920-х и должна была пройти от Weißensee через Александерплац в Берлин-Шёнеберг. В настоящий момент строительство отменено и линия получила статус фантомной (Phantomlinie).
U11Линия U11 существует только в планах, утверждённых в 1994 году. Она должна пройти от Главного Вокзала через Invalidenstraße, Torstraße, Mollstraße, Landsberger Allee в район Марцан. Предположительное начало строительства пока неизвестно.

## Факты
- Большинство тоннелей Берлинского метро — мелкого заложения, причём перегоны между станциями являются двухпутными. Это создаёт определённые сложности при обустройстве станций с островными платформами, так как поезда вынуждены заблаговременно снижать скорость для прохода довольно резких кривых на подходе к станциям, где пути расходятся на ширину платформы.[источник не указан 1289 дней]
- Линии имеют значительное число соединительных веток, причём «развязки» часто устроены в общих подземных залах значительных размеров, а не в виде изолированных перегонных тоннелей со стрелочными съездами.[источник не указан 1289 дней]
- Автоматические объявления названий станций в поездах Берлинского метро с 2020 года осуществляются голосом трансгендерного диктора Филиппы Ярке[6].

## Стоимость проезда
По состоянию на 2020 год цена единого билета на 2 часа с любыми пересадками в метро и других видах общественного транспорта Берлина составляла 2 евро 90 центов; билет на день (с момента валидации до 3 часов ночи следующего дня) стоил 8 евро 60 центов; билет на неделю стоил 34 евро. В 2022 стоимость проезда в Берлинском метро незначительно выросла. Стоимость единоразового билета — 3,00 €. Билет на день стоит 8,80 €, билет на неделю — 36,00 €. В продаже так же имеются билеты на 4 поездки с любыми пересадками по цене 9,40 €. Дети до 6 лет могут пользоваться общественным транспортом Берлина бесплатно.
Вход на станции — по безбарьерному принципу со свободной валидацией билетов. Контроль оплаты проезда происходит в поездах, осуществляется редко, но сразу несколькими бригадами билетных инспекторов. Штраф за безбилетный проезд составляет 60 евро. Мероприятия по контролю оплаты проезда и соблюдения пассажирами правил пользования общественным транспортом Берлина едины и действительны для всех городов Германии. В ряде случаев проверки осуществляются с привлечением сил бундесполиции. Контроль вагона обычно продолжается до поимки первого безбилетника, реже — двух (абсолютное большинство пассажиров имеет билет). После этого нарушителя высаживают, взимают штраф 60 евро и переписывают паспортные данные[что?]. На попавшихся более двух раз составляется заявление в полицию.

## В компьютерных играх
Линии U2 и U8 были выпущены в качестве дополнения к Microsoft Train Simulator. Позже дополнение в виде линии U7 и часть перспективного продления линии U5 получила игра Trainz. Оно состояло из нескольких частей, которые можно бесплатно скачать. Весной 2009 года появилась компьютерная игра World of Subways: Volume 2, где линия U7 является её местом действия. У этой игры авторы те же, что и у дополнения U2 и U8 для MSTS. Одна из миссий в игре Sniper Elite проходит в Берлинском метрополитене.
В декабре 2015 года студией Teen Games LLC была выпущена игра для iPhone и iPad «Subway Simulator 4 — Berlin U-Bahn Edition», посвященная берлинскому метрополитену.
В дополнении (моде) «Metrostroi Subway Simulator» к игре «Garry’s Mod» в Steam есть одна вымышленная линия U6 (основой дизайна станций которой послужил Ганноверский скоростной трамвай) и одна реальная линия U55 (до её объединения с линией U5). Обе линии функционируют в виде аддонов в Steam Workshop и разработаны «игроком-энтузиастом». Дополнение отличается от других компьютерных симуляторов поезда высокой реалистичностью.